# Évènements d'Ådalen
 (juin 2022).
Si vous disposez d'ouvrages ou d'articles de référence ou si vous connaissez des sites web de qualité traitant du thème abordé ici, merci de compléter l'article en donnant les références utiles à sa vérifiabilité et en les liant à la section « Notes et références ».
Les évènements d'Ådalen, aussi appelés coups de feu d'Ådalen ou Ådalen 31, sont une succession d'événements entourant une grève ayant eu lieu en mai 1931, dans la vallée d'Ådalen (sv), en Suède, où cinq personnes ont été tuées par balles, par des militaires appelés en renfort par la police. À l'époque la question de la responsabilité de cette tragédie divisa la Suède. Des lignes éditoriales très contrastées émergèrent entre les journaux d'obédience bourgeoise et travailliste.

## Contexte

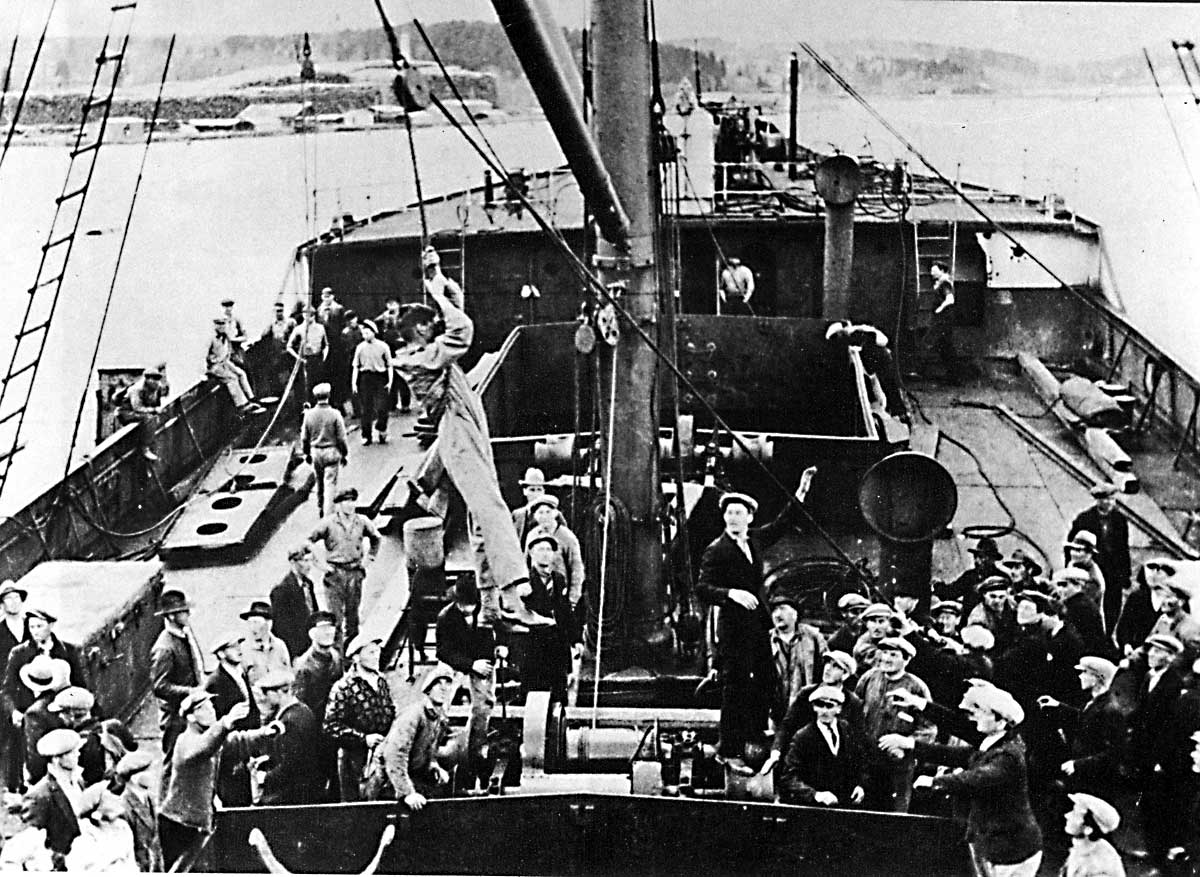
Des briseurs de grève se hissent jusqu'en haut de la cale du navire Milos.

Durant l'été 1930, a eu lieu un conflit à propos de réductions de salaire à l'usine de sulfate de Marma-Långrörs AB à Marmaverken dans la province de Hälsingland. Dans ce contexte, des briseurs de grève avait été recrutés. Au printemps 1931, au moment où le dégel permettait la reprise du trafic fluvial, les entrepôts étaient pleins et les industriels déterminés à expédier les biens qu'ils avaient réussis à vendre malgré le contexte de récession. Comme la situation salariale n'évoluait pas des grèves éclatèrent à Marma-Långrörs ainsi que des grèves de solidarité dans les usines de sulfates et de pâte à papier du groupe Graninge à Sandviken et Utansjö dans la vallée d'Ådalen. Ces mouvements de soutien s'expliquent par le fait que les deux entreprises étaient la propriété de la famille Versteegh. Pour assurer l'expédition des commandes, le propriétaire du groupe, Gérard Versteegh, recruta 60 étudiants et briseurs de grève professionnels.
L'arrivée des briseurs de grève, le 13 mai, suscite une énorme colère. Le même jour, les travailleurs en grève organisent un rassemblement de protestation à Kramfors et défilent jusqu'à Sandviken. Des manifestants réussissent à s'infiltrer dans le périmètre de l'usine de pâte à papier, propriété de Graningeverken, malgré la surveillance, et à monter à bord du bateau à vapeur Milos à bord duquel, les briseurs de grève étaient occupés à charger un bateau. Les manifestants menacèrent les briseurs de grève et on soupçonne que des violences physiques aient également eu lieu. Quelques-uns des briseurs de grève furent mené de force à Kramfors, où ils furent présentés à la foule.
Le policier mobilisé n'a pas été en mesure de prévenir les attaques. Le soir même, des militaires de la garnison de Sollefteå se mettent en route sur demande du comté : 60 fantassins et cavaliers armés de mitrailleuses, sous le commandement du capitaine Nils Mesterton. La nuit du 14, des émeutes éclatent à la fois à la gare de Sprängsviken, où le déchargement avait lieu, et à Lunde, où les militaires sont envoyés défendre les briseurs de grève. Aux jets de pierres de la foule répondent des tirs à balles à blanc et des grenades fumigènes de l'armée. Pour les policiers, intervenir en dehors de leur commune était alors interdit, il n'y avait pas, à cette époque de police nationale qui aurait pu venir en renfort de la police municipale. Une police nationale a été créée à la suite des évènements de Ådalen en 1931.

## Le cortège de manifestation et les coups de feu

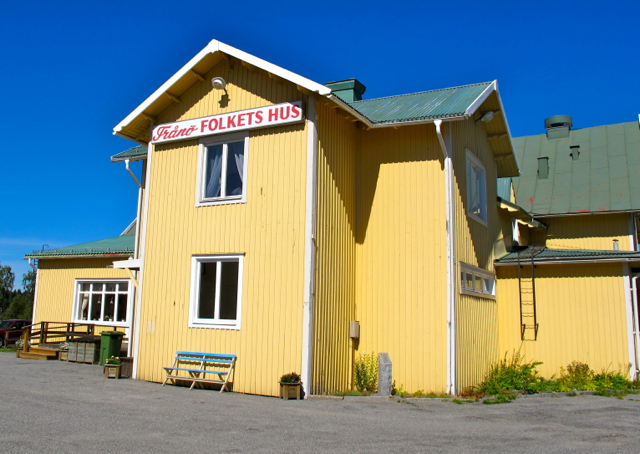
Maison des travailleurs à Frånö, municipalité de Kramfors.

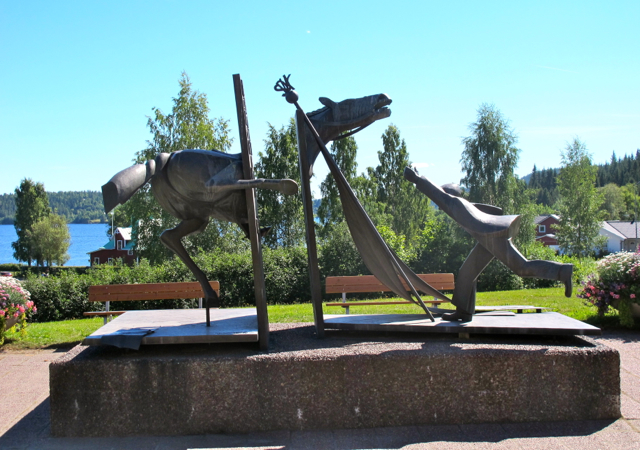
Le mémorial des évènements de Ådalen à Lunde, municipalité de Kramfors, créé par Lenny Clarhäll (1979-81).

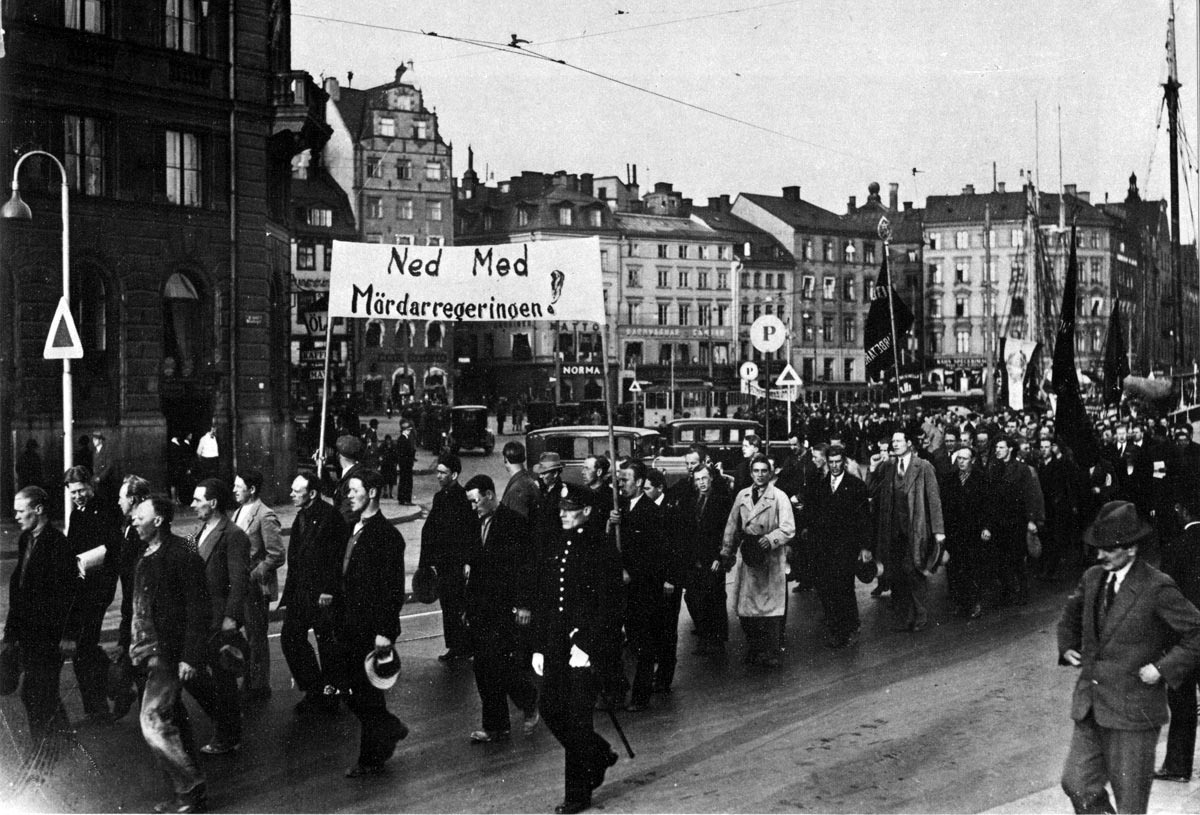
Des milliers de manifestants à Stockholm. Sur la banderole: « À bas le gouvernement meurtrier! »

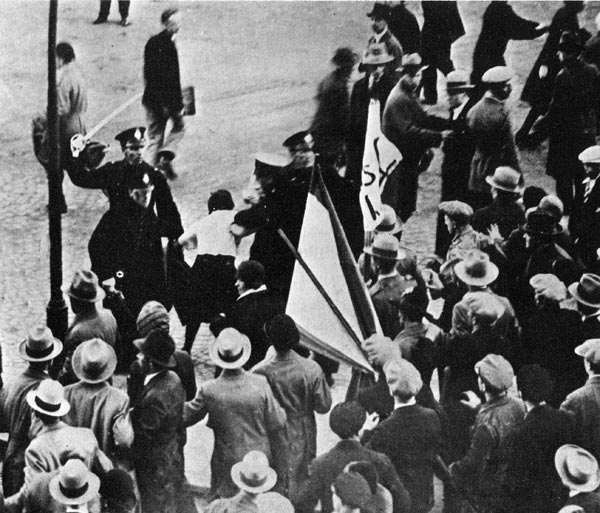
La police sort les armes et repousse les manifestants à Stockholm. De nombreuses arrestations ont eu lieu et des personnes ont été blessées.

Le jeudi 14 mai 1931, le syndicat des travailleurs des transports (Transportarbetareförbundet) organise à la maison des travailleurs de Frånö une réunion pour protester contre les briseurs de grève. Les représentants de l'ensemble des syndicats de la Vallée étaient présents. La décision fut prise d'interrompre immédiatement tous les travaux dans les scieries et les usines de pâte à papier de la Vallée. Avant même que la réunion ne se finisse, les 3 000 à 4 000 personnes réunies dans et autour de la maison des travailleurs formèrent un cortège et se mirent à défiler vers Lunde où les briseurs de grève étaient installés. Après le départ du cortège, il ne se trouva plus sur place que des manifestants sous les bannières de l'union des travailleurs du papier de Utansjö (Pappersindustriarbetareförbundets), SDUK Utansjö et le comité local social-démocrate de Utansjö. Ces groupes seraient arrivés en retard à la réunion et auraient manqué le départ spontané du cortège. On peut supposer que si le cortège s'était mis en route après la fin de la réunion, le front aurait compté encore plus de banderoles. Alors que 10 soldats et 20 chevaux avaient été blessés par des jets de pierres, les autorités lurent trois fois la loi sur l’insurrection aux manifestants, à la troisième lecture, ceux qui refusaient de se disperser seraient considérés comme « rebelles ».
Lorsque le cortège arriva à Lunde, les militaires ont cru y voir des armes et entendre des coups de feu tirés par les manifestants, ce que ni la commission d'enquête ni la police n'ont pu prouver par la suite. Une patrouille à cheval, qui cherchait à arrêter les manifestants, avait tiré le coup de feu, et quand les manifestants se trouvèrent à moins de 100 mètres du campement des briseurs de grève, le capitaine Mesterton ordonna de tirer.[citation nécessaire] Les soldats ouvrirent le feu avec des fusils et des mitrailleuses. Ordres avaient été donnés de tirer au sol face à la foule dans un premier temps, ce qui fut fait. À l'ouverture du feu, la masse des manifestants s’élargit alors que la foule pressait par l'arrière, ce que le capitaine Mesterton interpréta comme une tentative de contournement de ses troupes et ordonna de faire feu. Cinq personnes y laissèrent la vie : Eira Söderberg, 20 ans, Erik Bergström, 31 ans, Evert Nygren, 22 ans, Sture Larsson, 19 ans et Viktor Eriksson, 35 ans. Eira Söderberg ne participait pas à la manifestation, mais observait la scène depuis une ferme voisine lorsqu'elle a été touchée par un ricochet. Cinq autres personnes ont été blessées.
Les troupes du capitaine Mestertons reçurent le soutien du régiment de chasseurs du Jämtland et du régiment d'infanterie du Norrland, ce qui lui permit de se retirer par la suite.[citation nécessaire] Lors du retour de ses troupes à Östersund, du tumulte et des violences éclatèrent à la gare. Sur certaines unes de journaux, on pouvait lire : « Les officiers ont ordonné aux soldats de tirer, pistolets sur la tempe ». Cette affirmation était incorrecte, car tous les soldats impliqués étaient des professionnels. On raconte qu'un trompettiste dans l'orchestre des travailleurs, Tore Andersson de Dynäs, aurait sonné le cessez-le-feu, ce qui aurait conduit les militaires à arrêter de tirer. En 1991, dans une interview au journal anarchiste  Brand, Andersson fait lui-même savoir qu'il avait été inculpé pour avoir « illégalement pris commande d'une troupe militaire » mais que la charge a été abandonnée avant le début du procès.

## Épilogue

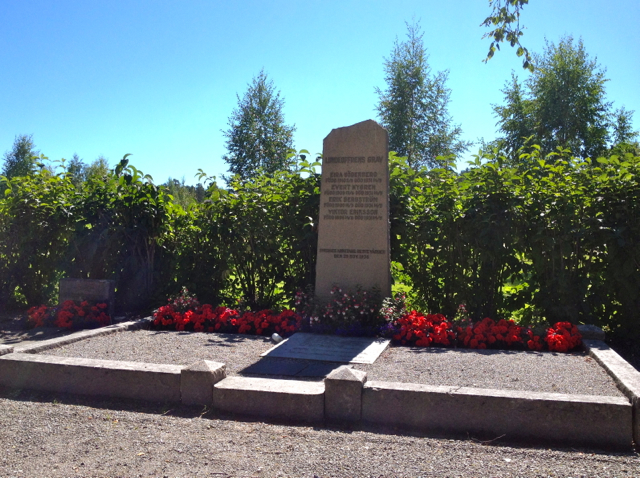
La tombe de quatre des victimes des coups de feu de Ådalen en 1931.

Après les évènements, les syndicalistes et les communistes ont condamné clairement les violences militaires, alors que le parti Social-Démocrate (SAP) et la Confédération des syndicats suédois (LO) sont restés partagés même s'ils avaient précédemment pris position contre la grève. La frange des sociaux-démocrates la plus critique des autorités était menée par l'ancien leader communiste Zeth Höglund et le rédacteur en chef du quotidien Social-Demokraten. La direction du parti, notamment le secrétaire général Per Albin Hansson et l'ancien premier ministre Rickard Sandler ont considéré pour leur part que les meneurs de la grève avaient eu, de par leurs agissements, une responsabilité directe dans les évènements. SAP envoya Rickard Sandler, lui-même né dans la vallée, comme représentant officiel du parti pour l'enterrement des victimes.  
Le 15 mai, il a été décidé que l'armée se retirerait et que les ouvriers seraient chargés du maintien de l'ordre. Quatre des victimes ont eu une sépulture commune au cimetière à côté de l'église de Gudmundrå. Sur la pierre est gravé le poème « Épitaphe » de Erik Blomberg : « Ici repose un travailleur suédois
tombé en temps de paix  
sans armes et sans défense
fusillé 
par des balles inconnues
Son crime était la faim
Ne l'oublie jamais »

## La commission d'enquête
Le second gouvernement de Carl Gustaf Ekman fit remplacer le gouverneur du comté K. J. Stenström et le chef de la police Sune Påhlman par des suppléants et nomma des représentants de différentes organisations dans une commission d'enquête : Ådalskommissionen. La commission avait à sa tête Arthur Lindhagen (membre de la plus haute instance judiciaire) et comptait en son sein le professeur Östen Undén (ancien ministre), l'avocat Eliel Löfgren (ancien ministre), le porte-parole  de l'union suédoise des métallurgistes Fritjof Ekman ainsi que le responsable de production à Sandviken Karl Fredrik Göransson.
La commission est, entre autres choses, arrivée à la conclusion que : « Il n'y a donc des raisons de ne pas faire peser une part trop importante de la responsabilité sur l'officier aux commandes. Mais, même en prenant cela en considération, chaque individu pensant doit réagir contre la possibilité même qu'un telle chose puisse se produire. Une émeute, qui dans une des grandes villes du royaume aurait pu être évitée avec une intervention policière relativement modeste et sans autres heurts que quelques bleus, conduisit dans le cas présent au résultat tragique de cinq morts et cinq blessés. Selon l'avis de la commission cela démontre avec force quelque chose qui a déjà été évoqué par le passé, à savoir l'inadaptation du recours à l'armée pour le maintien de l'ordre, dans tous les cas où il ne s'agit pas de faire face à un opposant manifestement armé »[réf. nécessaire]. 
Le gouverneur K. J. Stenström, le chef de la police Sune Påhlman, les capitaines Nils Mesterton och Beckman, le sergent Rask ainsi que le fourrier Tapper ont été mis en examen. Stenström et Påhlman furent acquittés mais ont été déplacés. Les responsables militaires ont été jugés par une cour martiale, mais les condamnations de Mesterton et Beckman  furent levées en deuxième instance, ce qui fut plus tard confirmé par la plus haute autorité judiciaire civile. Tapper reçut trois jours de privation de liberté et Rask fut acquitté. Pour les émeutes à Sandviken, les personnes suivantes ont été jugées et condamnées : Axel Nordström - qui deviendra député communiste (SKP) - écopa de deux ans et demi de travaux forcés pour commandement d'une émeute, atteinte à la liberté d'autrui et commandement d'une manifestation non autorisée à Kramfors, H. Sjödin eut huit mois de travaux forcés pour participation à une émeute et coups et blessures, Gusten Forsman reçut trois mois pour participation à une émeute, J. E. Törnkvist quant à lui écopa de deux mois avec sursis pour atteinte à la liberté d'autrui. Le 19 mai, il y eut des émeutes à Stockholm, en parallèle d'une manifestation communiste. Parmi les banderoles on pouvait lire « À bas le gouvernement meurtrier ! ». Les échauffourées ont duré jusqu'à minuit et finirent par quatorze arrestations, dont celle de Sven Linderot ainsi que deux représentants exécutifs du Komintern, respectivement allemand et polonais. Sur les quatorze personnes arrêtées, dix furent jugées et dix condamnées à des peines allant de deux à huit mois de travaux forcés. Des peines de prison ont aussi été prononcées pour six personnes, pour des écrits jugés désobéissants dans la presse de gauche. En tout 3 451 jours de travaux forcés ou assignation à résidence ont été prononcés, dont 21 pour les officiers militaires et 3 430 pour les ouvriers.

## Soutien militaire à la police
Après les coups de feu meurtriers à Ådalen en 1931 l'armée n'a plus jamais été dépêchée lors de manifestation similaire, comme cela avait été le cas par le passé, notamment lors des événements révolutionnaires de Stockholm en 1948, la grève de Sundsvall, le soulèvement de Seskarö et les manifestations de la faim à Stockholm en 1917. La commission d’enquête a conclu qu'il était inapproprié de faire intervenir du personnel militaire lors d'émeutes. Le décret qui régulait l'utilisation de l'armée a été modifié, de sorte que la décision revienne au conseil royal (Kunglig Majestät, un organe de l'État Suédois constitué de ministre et du roi). Les règles datant de 1864 permettant de dépêcher l'armée, resteront cependant en vigueur jusqu'en 1969, mais il existait un large consensus parlementaire pour ne pas utiliser l'armée dans de telles circonstances,. Pour éviter, entre autres, que la police locale ne se laisse déborder, un corps de police nationale fut créé en 1933.
Les évènements de Ådalen connurent une nouvelle actualité après les attentats du 11 septembre 2001, alors que la possibilité d'une intervention militaire en cas de catastrophe où d'attaque terroriste. Des règles furent alors instituées pour empêcher qu'une force militaire soit déployée contre une foule de manifestants : le décret (2002:375) de 2002 sur le soutien de la défense nationale aux activités civiles interdit explicitement au personnel militaire d'intervenir lors d'évènements où il pourrait être obligé d'utiliser la force ou la contrainte contre des individus. En 2006 le parlement suédois légifère sur le soutien de l'armée à la police dans la lutte contre le terrorisme et donne le droit à la police de faire appel à l'armée comme renfort en cas de crime terroriste. Les militaires doivent cependant rester sous le commandement de la police,. Le parti écologiste (Miljöpartiet) et le parti de gauche (Vänsterpartiet) ont pointé les dangers de brouiller la frontière entre les rôles de la police et de l'armée, parce que dans la pratique il est difficile de définir précisément ce qui relève du terrorisme. La loi a été critiquée en ce qu'elle pourrait autoriser une situation où des militaires seraient confrontés à des manifestants.

## Dans la fiction et la culture populaire
- Ådalen '31 est un film suédois réalisé par Bo Widerberg, sorti en 1969, qui raconte une histoire fictive s'inscrivant dans le contexte des évènements d'Ådalen.
- Tomas Ledin, qui a des ancêtres paternels à Ådalen et y a passé son enfance, décrit les évènements dans sa chanson Min farfar gick i tåget, sur l'album Höga kusten (2013). Cette chanson se base sur les récits de son grand-père, qui travaillait dans une scierie et participa au cortège[11].